# Milza (alimento)

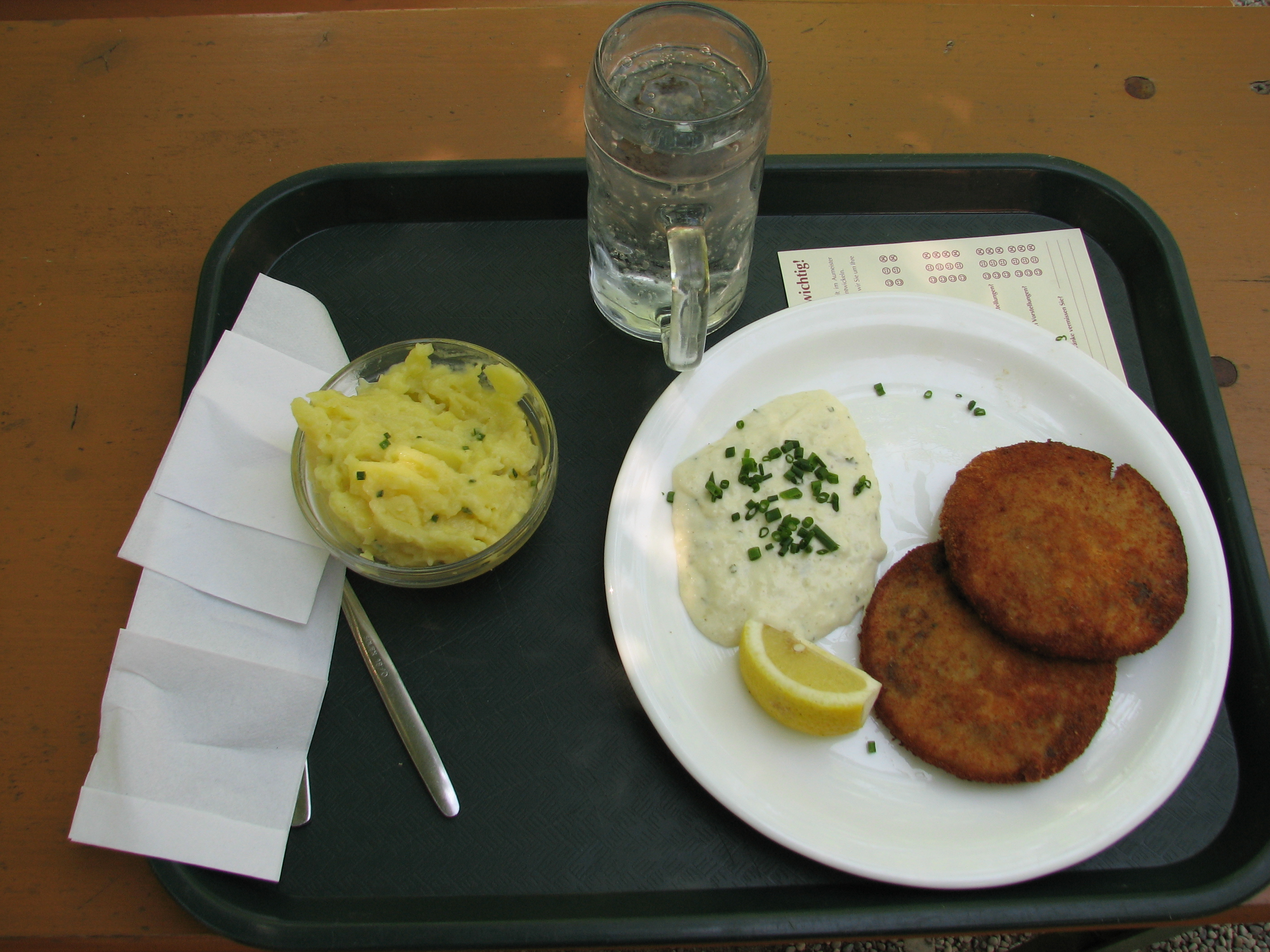
Milzwurst servito in un ristorante tedesco

La milza è un alimento umano proveniente dalla macellazione degli animali. Viene compresa tra le frattaglie o interiora.

## Utilizzo
In cucina oltre che la milza di bovino può anche essere utilizzata quella di altre specie, in particolare di ovini e suini. Si tratta di un ingrediente facilmente digeribile e utilizzabile in numerose ricette, sia pure non particolarmente diffuse. Per pulirla si rimuove in genere la pellicina esterna. È disponibile al dettaglio nelle macellerie e anche in molti supermercati. Analogamente al fegato un modo molto semplice di prepararla è quello di farla saltare in padella, eventualmente accompagnata da cipolle. Esistono comunque molte altre ricette che fanno parte della tradizione gastronomica di varie zone.
La milza, sia per la sua discreta appetibilità sia per il costo relativamente modesto, viene spesso usata assieme ad altre interiora come cibo per gli animali di affezione, in particolare i gatti.. È considerata una buona fonte naturale di vitamina C, utile in determinate fasi della vita degli animali.

## Valori nutrizionali

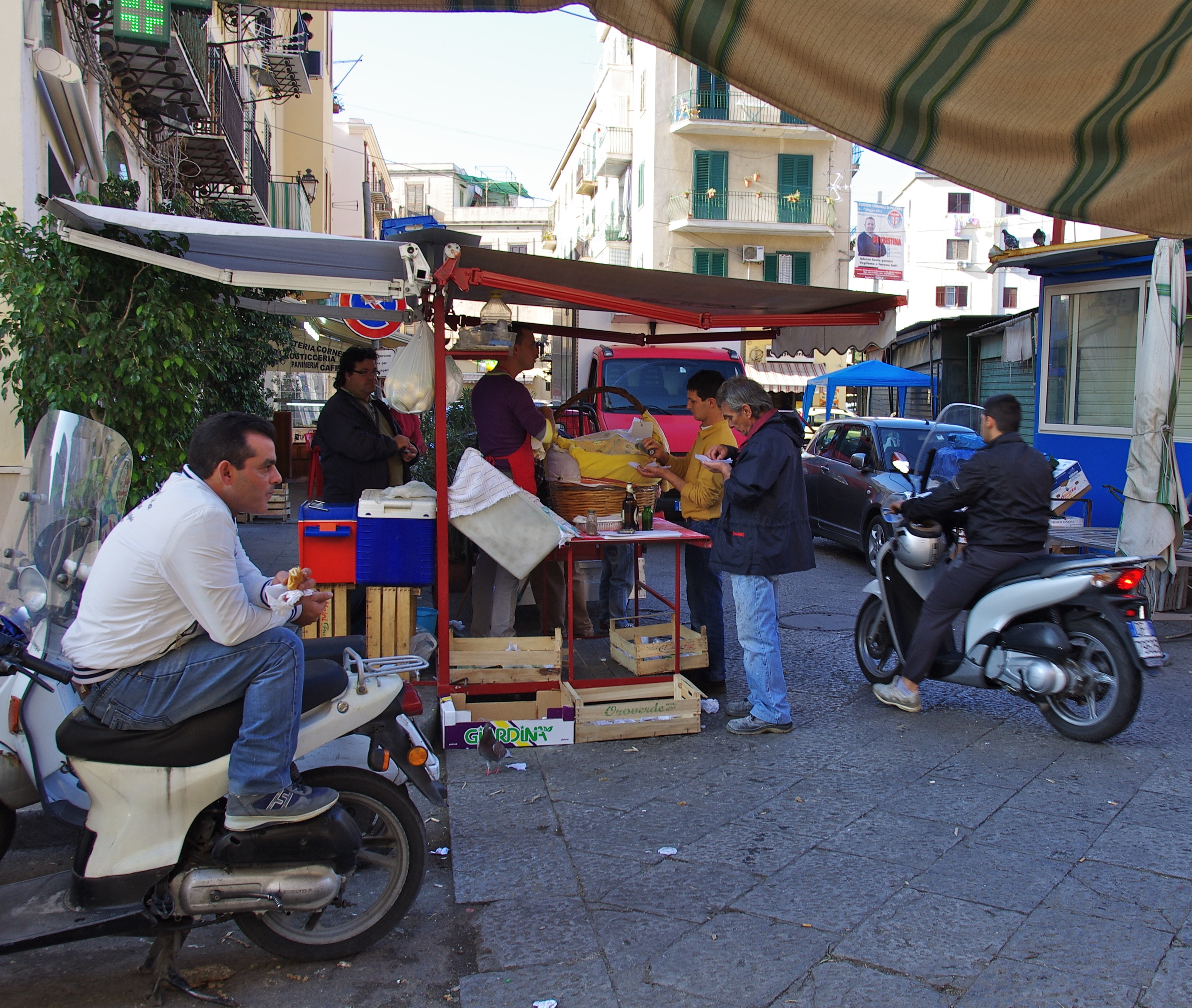
Palermo: banchetto che serve pani câ meusa

La milza nell'alimentazione umana rappresenta una buona fonte di ferro con alto grado di assimilabilità e di proteine. È però molto ricca di colesterolo e nella sua frazione lipidica, non particolarmente abbondante, prevalgono gli acidi grassi saturi. La tabella che segue riporta la composizione della milza di alcuni animali di allevamento (per 100g di parte edibile).
| Animale | Acqua(g) | Proteine(g) | Lipidi (g) | Carboidrati totali (g) | Colesterolo (mg) |
| Bovino  | 75,30    | 18,50       | 3,70       | 0,0                    | 324              |
| Ovino   | 78,15    | 17,20       | 3,10       | 0,0                    | 250              |
| Suino   | 78,43    | 17,86       | 2,59       | 0,0                    | 363              |

## Ricette

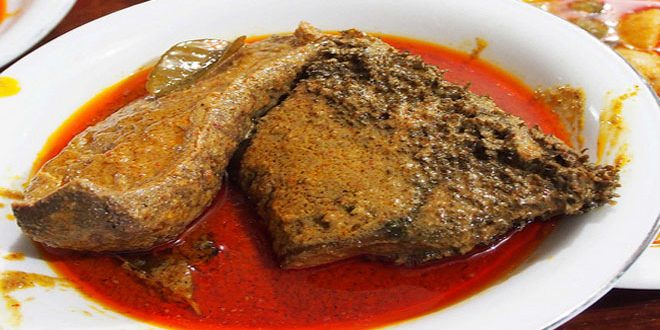
Gulai Limpo (Indonesia)

La milza di vari animali entra nella cucina tradizionale di varie regioni italiane. Piuttosto noto è ad esempio il pani câ meusa (panino con la milza), una specialità palermitana, e la milza imbottita antica tradizione salernitana in occasione della festa del santo patrono "san Matteo" che si festeggia il 21 settembre. La milza viene anche utilizzata nella preparazione dei crostini neri toscani e nei Milzschnitten (crostini di milza dell'Alto Adige).
In Germania si consuma il Milzwurst, una wurst a base di milza tipico della Baviera.
Un altro piatto piuttosto noto è il Gulai limpo, una preparazione a base di milza bovina tipica della cucina indonesiana.
Nel dipartimento francese dell'Aveyron si produce un tradizionale insaccato a base di milza chiamato Melsat, dal termine che indica questo organo in lingua occitana.